# Felitto
Felitto là một đô thị (comune) thuộc tỉnh Salerno trong vùng Campania của Ý. Felitto có diện tích 41 km2, dân số là 1390 người (thời điểm ngày).